# Fome cazaque de 1930-1933
Fome cazaque de 1930-1933, conhecida no Cazaquistão como o Genocídio de Goloshchokin (em cazaque: Goloshekındik genotsıd) também conhecido como Catástrofe cazaque ou "segundo Aqtaban Šubryndy" - (esgotamento populacional), foi uma fome majoritariamente antropogênica, em que 1,5 milhão de pessoas morreram na RSSA Cazaque (República Autônoma Socialista Soviética Cazaque) dos quais 1,3 milhão pertenciam ao grupo étnico cazaque. Estima-se que nela tenham morrido entre 38%  e 42%  de todos os cazaques, a maior porcentagem de qualquer grupo étnico morto pela fome soviética dos anos 1930. Outras fontes afirmam que entre 2 e 2,3 milhões de pessoas morreram.
A fome começou no inverno de 1930, exatamente um ano antes do Holodomor (fome na Ucrânia), o que foi pior nos anos 1931-1933.
A fome fez dos cazaques uma minoria na RSSA Cazaque; causou a morte ou migração de um grande número de pessoas, e não foi até os anos 1990, após o dissolução da União Soviética, que os cazaques se tornaram novamente o maior grupo étnico do Cazaquistão. Antes da fome, cerca de 60% dos residentes da república eram cazaques étnicos, uma proporção que caiu para apenas 38% da população após a fome. Alguns estudiosos consideram que a fome está enquadrada na história da coletivização forçada na União Soviética e que faz parte da fome soviética de 1932-1933.

Alguns historiadores cazaques descrevem a fome como um genocídio dos cazaques perpetrado pelo estado soviético; no entanto, outros historiadores argumentam o contrário.

## Causas

Filipp Goloshchyokin (1876-1941) dirigente do PCUS cazaque que, em 1918, também envolveu-se na execução da família Romanov.

Embora a principal causa seja amplamente considerada uma ação humana, houve alguns fatores naturais que exacerbaram a crise. O fator natural mais importante na fome foi o zud de 1927 a 1928; um período de frio extremo em que o gado passava fome devido à falta de pasto. Sob o stalinismo, Filipp Goloshchyokin, primeiro-secretário do PCUS do Cazaquistão  de 1925 a 1933, implantou uma política de sedentarização forçada aos cazaques. Goloshchyokin foi o encarregado de implantar tal política e é apontado como principal responsável pela fome resultante desta. Em 1928, as autoridades soviéticas lançaram uma campanha para confiscar o gado dos cazaques mais ricos, a quem chamavam de "Bai", conhecida como "Pequeno outubro". A campanha de confisco foi realizada pelos cazaques contra outros cazaques, e cabia aos cazaques decidir quem era um "Bai" e quanto confiscar. Esta ação teve como objetivo transformar os cazaques em participantes ativos na transformação da sociedade cazaque. Mais de 10.000 bais podem ter sido deportados devido à campanha contra eles. O gado e os grãos do Cazaquistão foram amplamente adquiridos entre 1929 e 1932, com um terço dos cereais da república solicitados e mais de 1 milhão de toneladas confiscadas em 1930 para fornecer alimentos às cidades. O historiador Stephen G. Wheatcroft atribui a fome à falsidade de estatísticas produzidas pelas autoridades soviéticas locais, a fim de atender às expectativas irreais de seus superiores, isso levou à extração excessiva de recursos cazaques.
O gado e os cereais do Cazaquistão foram amplamente adquiridos entre 1929 e 1932, um terço dos cereais da república foram apreendidos e mais de 1 milhão de toneladas foram confiscadas em 1930 para fornecer alimentos às cidades. Historiador Stephen G. Wheatcroft atribui fome à falsificação de estatísticas produzidas pelas autoridades soviéticas locais para atender às expectativas irreais de seus superiores que levam à extração excessiva de recursos cazaques.
Alguns cazaques foram expulsos de suas terras para acomodar "colonos especiais" e prisioneiros dos Gulag, e parte da pouca comida cazaque também foi destinada aos referidos prisioneiros e colonos. A ajuda alimentar aos cazaques foi distribuída seletivamente para eliminar "inimigos" do estado. Apesar dos pedidos nacionais, muitos cazaques tiveram sua ajuda alimentar negada, pois as autoridades locais os consideravam improdutivos, e, em vez disso, foi prestada ajuda aos trabalhadores europeus no país. As vítimas cazaques da fome foram amplamente discriminadas e expulsas de setores em toda a sociedade, apesar do governo soviético não ter ordenado que isso fosse feito. Em 1932, apenas 32 distritos (de quase 200) não estavam listados na "lista negra" de quotas de produção de grãos do Cazaquistão, o que significava que os demais ficavam proibidos de negociar com outras aldeias.

## Impacto

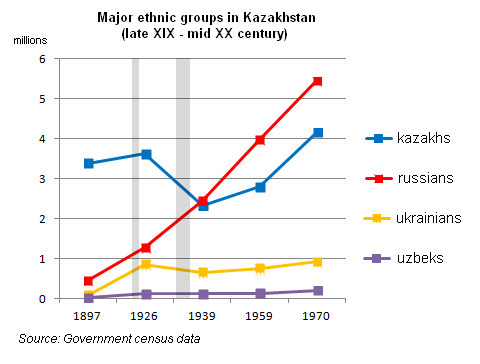
Os principais grupos étnicos do Cazaquistão entre os anos 1897-1970. O número de cazaques e ucranianos diminuiu entre 1930 e 1933, durante o período de fome, enquanto a população russa aumentou muito.

Analizando porcentagens, foi a região mais afetada pela fome, embora em número de pessoas tenha sido em relação à ucranianos antes do Holodomor, que começará um ano depois. Além da fome no Cazaquistão de 1919-1922, entre 10 e 15 anos, o Cazaquistão perdeu mais da metade de sua população, devido à repressão política soviética. Alguns historiadores assumem que 42% de toda a população cazaque morreu durante a fome. Os dois censos soviéticos mostram que o número de cazaques no Cazaquistão, caiu de 3.637.612 habitantes em 1926 para 2.181.520 habitantes no censo de 1937. As minorias étnicas no Cazaquistão também foram significativamente afetadas. A população ucraniana no Cazaquistão diminuiu de 859.396 para 549.859  (uma redução de quase 36% de sua população), enquanto outras minorias étnicas no Cazaquistão perderam 12% e 30% de suas populações. Os ucranianos  que morreram no Cazaquistão são às vezes considerados vítimas de Holodomor.
Isso contribuiu para o crescimento do grupo étnico russo proporcionalmente ao resto da população, tornando-se a maioria.

A fome fez dos cazaques uma minoria na RSSA Cazaque e, somente na década de 1990 os cazaques se tornaram novamente o maior grupo étnico do país. Antes da fome, cerca de 60% da população da república era cazaque, mas após a fome, caiu para 38% da população. Na véspera da coletivização, havia 40,5 milhões de rebanhos de gado no Cazaquistão e, em 1o de janeiro de 1933, restavam apenas 4,5 milhões.

### Refugiados
1.700.000 cazaques foram deslocados pela fome. Devido à fome, 600.000 cazaques fugiram da fome com seu gado fora do Cazaquistão para China, Mongólia, Afeganistão, Irã e as repúblicas soviéticas de Uzbequistão, Quirguistão, Turquemenistão, Tajiquistão e Rússia à procura de comida e emprego nos novos locais de industrialização da Sibéria ocidental com 900.000 cabeças de gado. Mais tarde, o governo soviético trabalharia para repatriar 665.000 cazaques que foram deslocados para outras partes da União Soviética de volta ao Cazaquistão.35 70% dos refugiados sobreviveram e o restante morreu de epidemias e fome. Quando os refugiados fugiram da fome, o governo soviético fez algumas tentativas para detê-los.  Num caso, distribuidores de socorro colocaram comida na traseira de um caminhão para atrair refugiados, que foram então ali trancados e depois abandonados no meio do deserto. O destino desses refugiados é desconhecido. Milhares de cazaques foram mortos a tiros e alguns foram estuprados na tentativa de fugir para a China.

## Avaliação

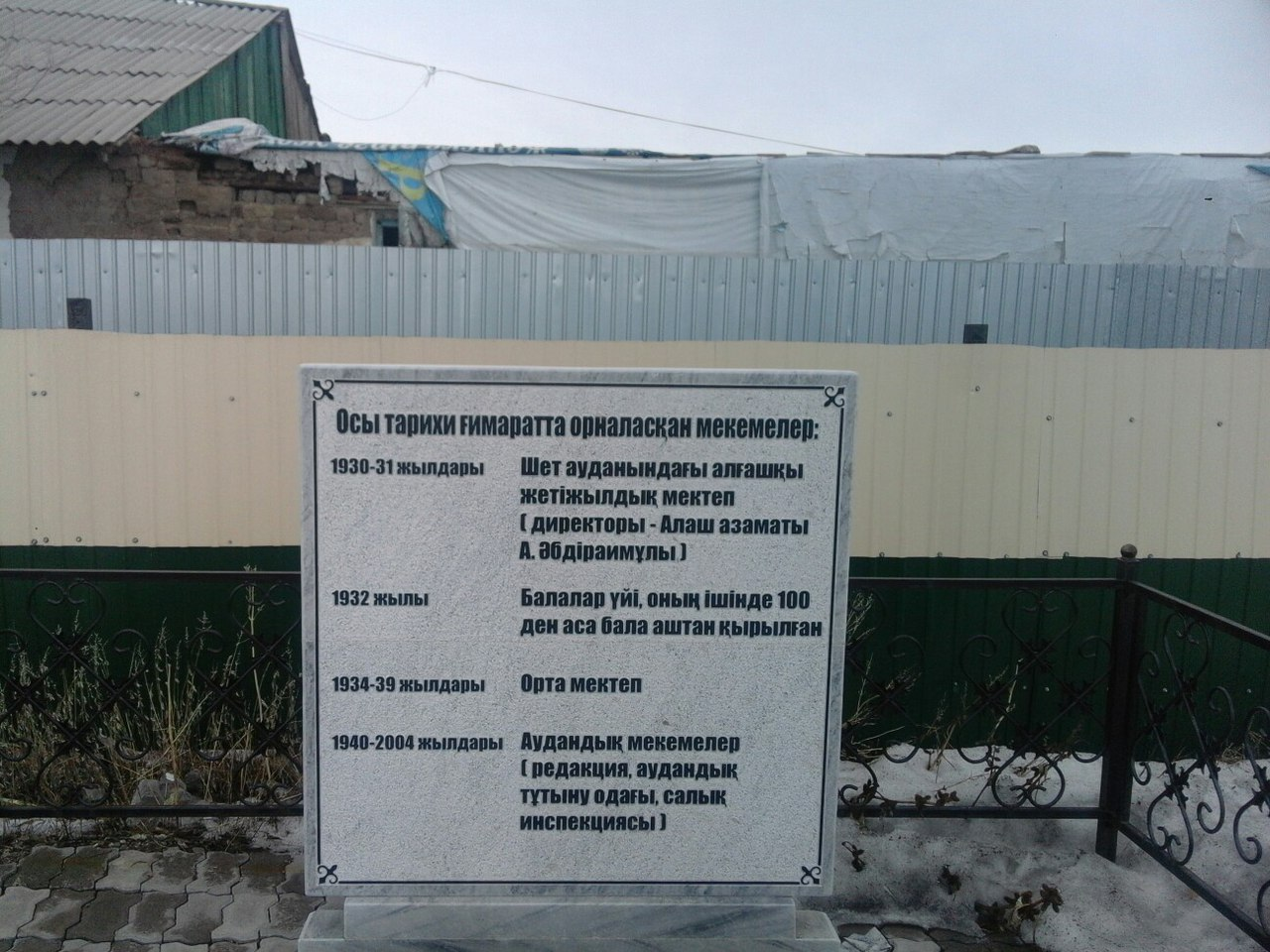
Monumento às vítimas da fome cazaque em Karaganda.

Alguns historiadores e especialistas consideram esta fome como um genocídio cometido contra os cazaques. Outros estudiosos como Gary Clayton Anderson ou Sarah Isabel Cameron apontam que não há evidências de que os planos de coletivização foram transformados em um plano intencional para eliminar o povo cazaque.
O historiador Niccolò Pianciola define a série de causas e consequências em que a perda que os cazaques sofreram de seus próprios recursos – um dos elementos que levaram à fome – é enquadrada, como "um desastre econômico, mesmo de acordo com os critérios de Moscou, e [...] parte do fracasso econômico geral da coletivização".
Os europeus no Cazaquistão tinham um poder desproporcional no partido, o que tem sido argumentado como uma causa de por que os nômades indígenas suportaram o peso do processo de coletivização em vez das regiões europeias do país.

O historiador Robert Kindler se recusa a chamar a fome de genocídio e afirma que isso mascara a culpa de quadros de nível inferior que estavam enraizados localmente.  Sarah Cameron argumenta que, embora Stalin não tivesse a intenção de matar os cazaques de fome, ele viu algumas mortes como um sacrifício necessário para alcançar os objetivos políticos e econômicos do regime. No entanto, Cameron acredita que, embora a fome combinada com uma campanha contra os nômades não tenha sido genocídio no sentido da definição da ONU, ela atende ao conceito original de genocídio de Raphael Lemkin, que considerava a destruição de uma cultura um ato de genocídio, como a aniquilação física  (ver: Democídio). Stephen Wheatcroft critica essa visão porque acreditava que as altas expectativas dos planejadores centrais eram suficientes para demonstrar sua ignorância sobre as consequências de suas ações. Wheatcroft vê a fome como um ato criminoso, embora não como assassinato intencional ou genocídio. Niccolò Pianciola argumenta que, do ponto de vista de Raphael Lemkin sobre o genocídio, todos os nômades da União Soviética foram vítimas de genocídio, não apenas os cazaques. Pianciola também observa que a campanha para destruir o nomadismo foi rapidamente repelida após a fome, e que o nomadismo até experimentou um ressurgimento durante a Segunda Guerra Mundial após a transferência de gado dos territórios ocupados pelos nazistas.